# Stasina vittata
Stasina vittata là một loài nhện trong họ Sparassidae.
Loài này thuộc chi Stasina. Stasina vittata được Eugène Simon miêu tả năm 1877.